# Petchatniki
Petchatniki (russe : Муниципальный округ Печатники) est un district municipal du district administratif sud-est de la municipalité de Moscou.

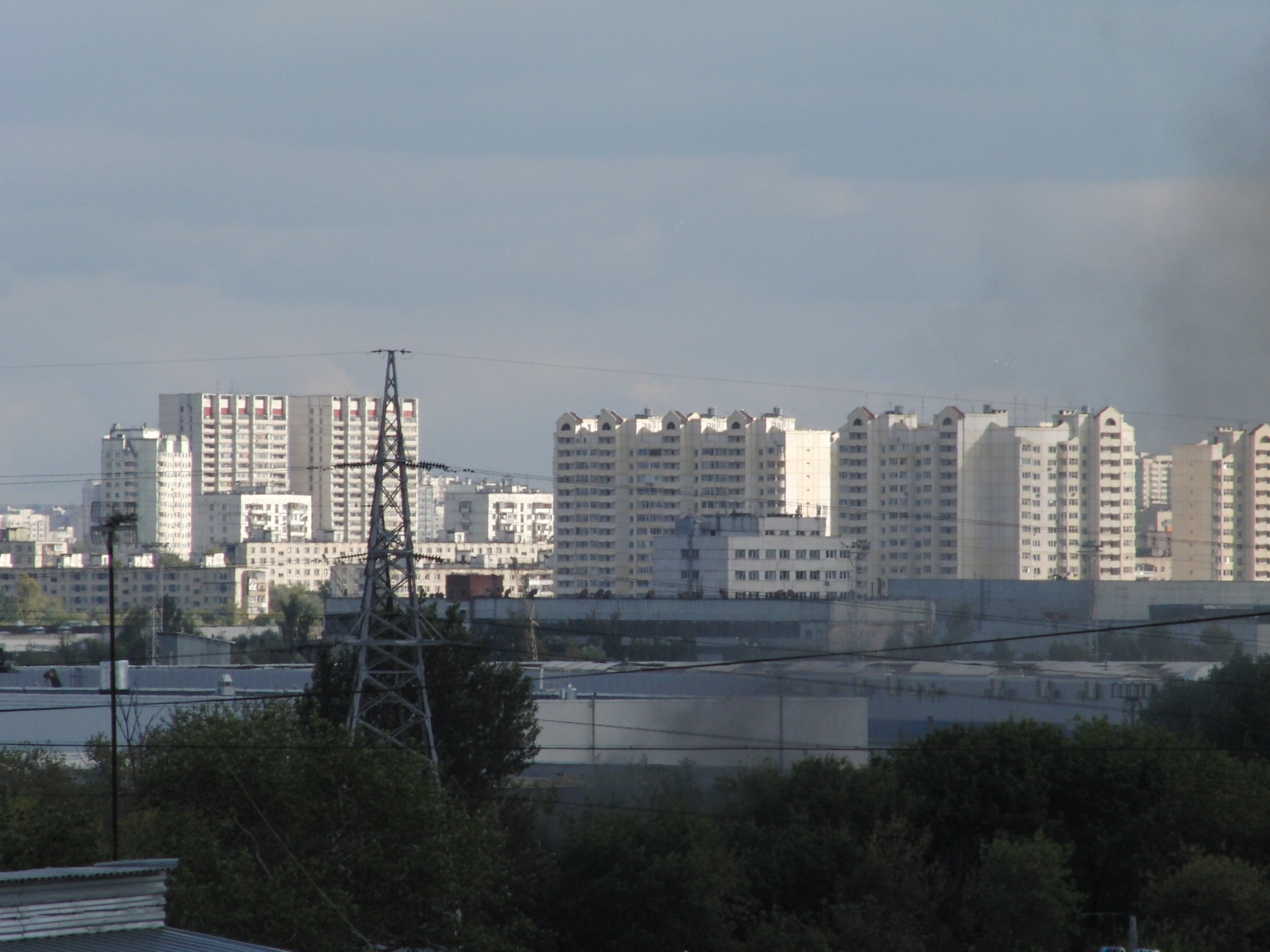

L'activité du district est essentiellement vouée à des fins industrielles, puisque les deux tiers de son territoire sont occupés par environ 230 entreprises et organisations.

## Histoire
Des anciennes villages de Batiounino et Kourjanovo qui se trouvaient à cet endroit, on ne trouve simplement que les traces dans le nom de deux rues du quartier.

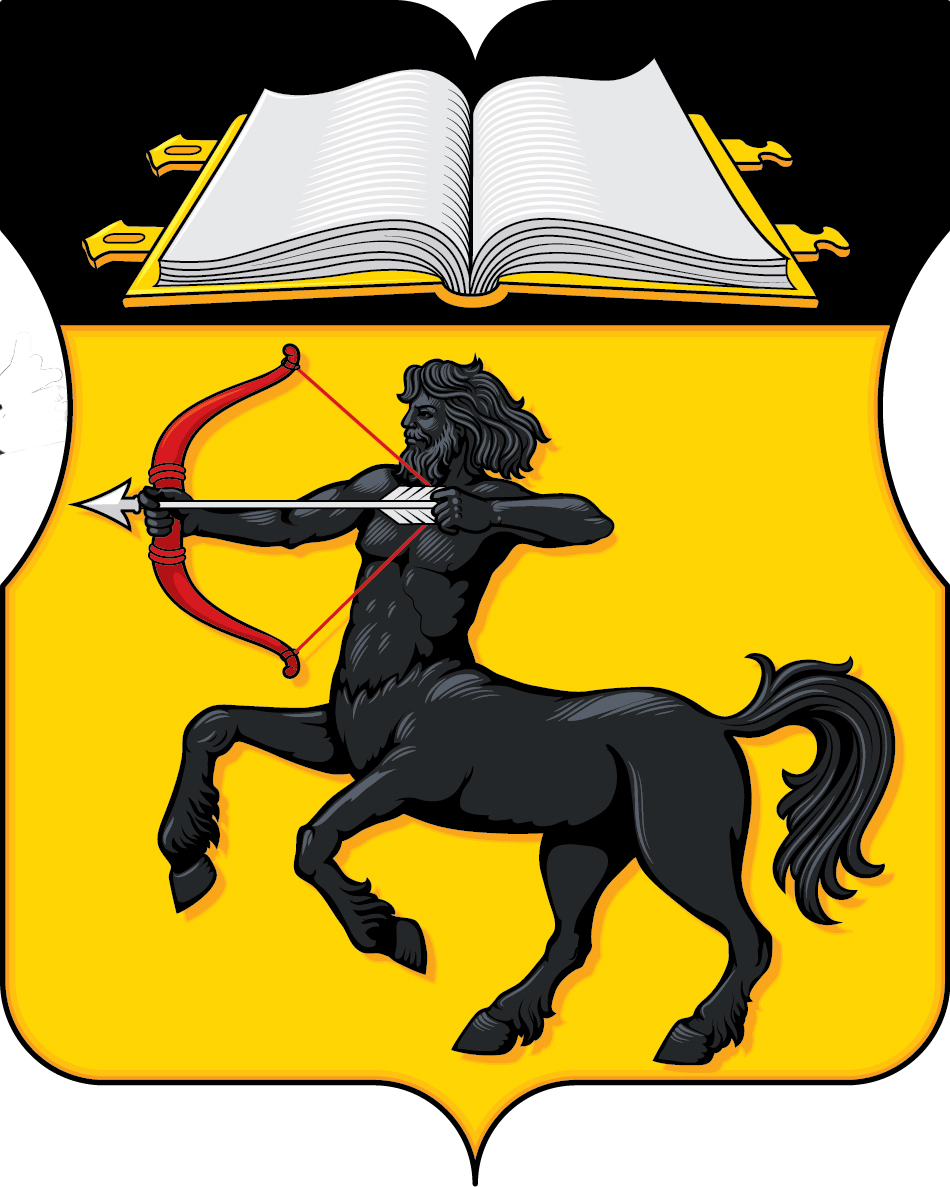
Armes du district
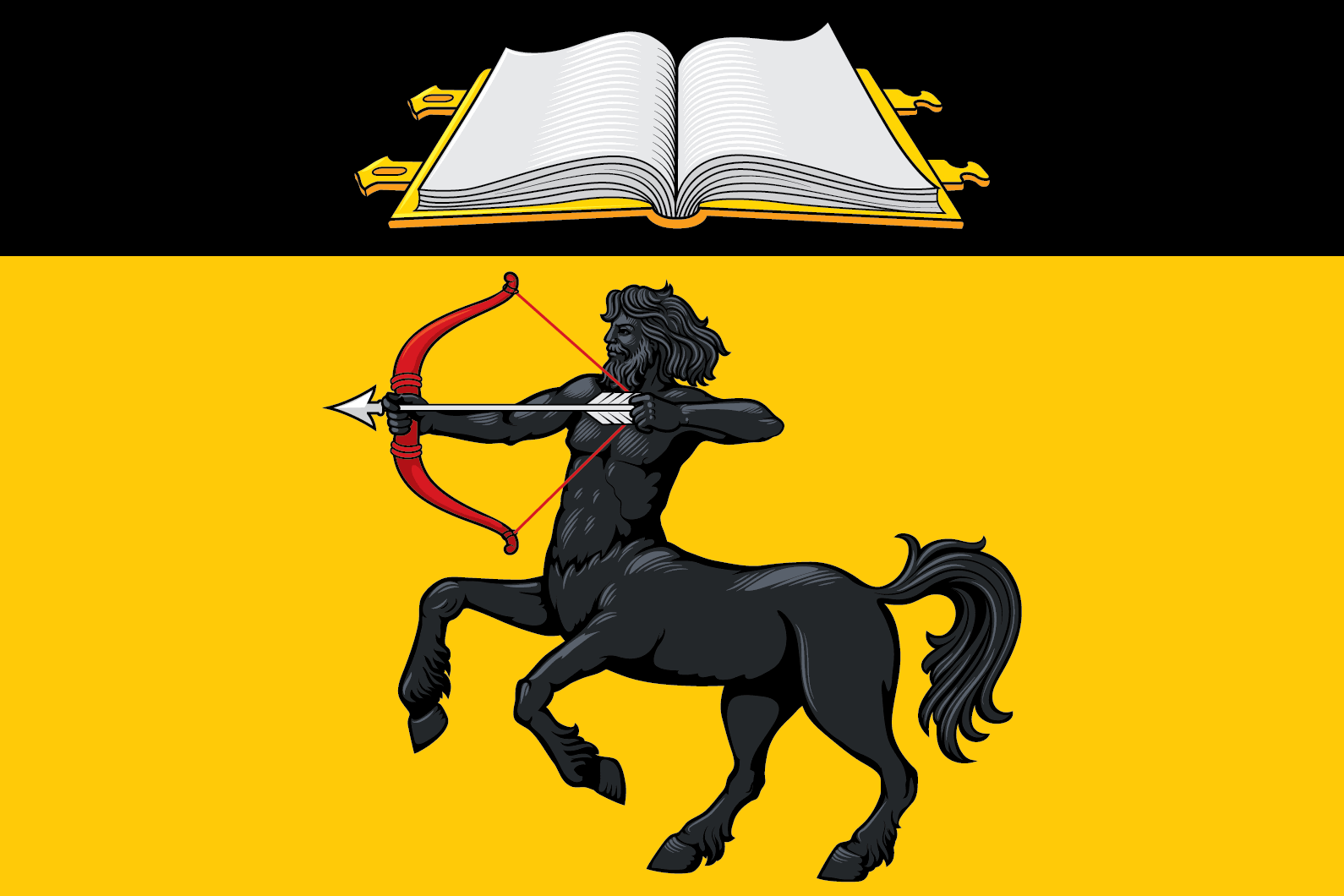
Drapeau du district